# وس بورلند
وسلی لودن "وس" بورلند (به انگلیسی: Wesley Louden "Wes" Borland) با نام مخفف وس متولد ۷ فوریه ۱۹۷۵، (۱۸ بهمن ۱۳۵۳) در ریچموند، ویرجینیا، ایالات متحده آمریکا یک موسیقیدان آمریکایی است. او ترانه‌سرای اصلی و لید گیتاریست گروه بلک لایت برنز (به انگلیسی: Black Light Burns)، و همچنین گیتارنواز گروه لیمپ بیزکت می‌باشد.